# Кремнівка
Кре́мнівка (до 1945 року — Чакмак; крим. Çaqmaq) — село Курманського району Автономної Республіки Крим.

## Клімат
Село знаходиться у зоні, котра характеризується вологим субтропічним кліматом. Найтепліший місяць — липень із середньою температурою 22.8 °C (73 °F). Найхолодніший місяць — січень, із середньою температурою 2.8 °С (37 °F).
| Клімат Кремнівки        | Клімат Кремнівки | Клімат Кремнівки | Клімат Кремнівки | Клімат Кремнівки | Клімат Кремнівки | Клімат Кремнівки | Клімат Кремнівки | Клімат Кремнівки | Клімат Кремнівки | Клімат Кремнівки | Клімат Кремнівки | Клімат Кремнівки | Клімат Кремнівки |
| Показник                | Січ.             | Лют.             | Бер.             | Квіт.            | Трав.            | Черв.            | Лип.             | Серп.            | Вер.             | Жовт.            | Лист.            | Груд.            | Рік              |
| Середня температура, °C | 3                | 3                | 5                | 10               | 15               | 20               | 23               | 23               | 19               | 13               | 9                | 6                | 12               |
| Норма опадів, мм        | 38               | 27               | 28               | 27               | 52               | 60               | 34               | 29               | 28               | 18               | 34               | 34               | 408              |
| ----------------------- | ---------------- | ---------------- | ---------------- | ---------------- | ---------------- | ---------------- | ---------------- | ---------------- | ---------------- | ---------------- | ---------------- | ---------------- | ---------------- |
| Джерело: Weatherbase    |                  |                  |                  |                  |                  |                  |                  |                  |                  |                  |                  |                  |                  |